# Avenida Utica (línea de la Calle Fulton)
La Avenida Utica es una estación expresa en la línea de la Calle Fulton del metro de la ciudad de Nueva York. El color de la línea es de rojo oscuro con bordes de color rojo claro. La estación ha sido renovada con luces de la década antigua y modernas lámparas de vapor. Las lámparas están suspendidas en barras largas colgadas desde lo alto del techo. En la estación hay una intersección libre.
Entre esta estación y la Avenida Ralph, hay una quinta via, en la cual es usada para almacenaje, aunque normalmente no es usada para otros propósitos.
Las obras de arte de esta estación fueron hechas en 1996 por Jimmy James Green y se llaman Children's Cathedral o en español como "Los niños de la catedral".

## Galería

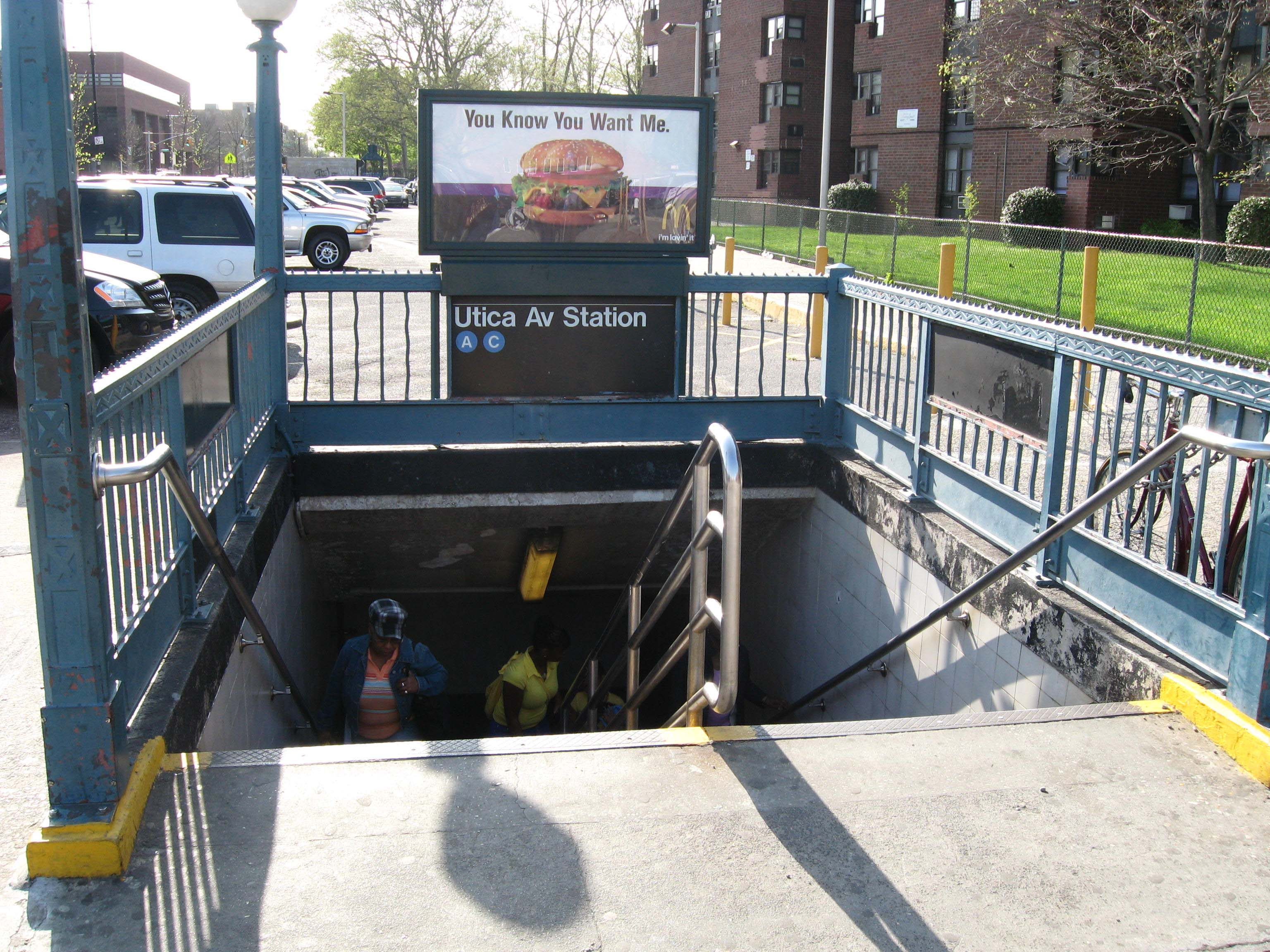
Escalera en el lado Norte

## Conexión de autobuses
- B46 vía la Avenida Utica hacia Kings Plaza o vía Malcolm X Boulevard/Broadway hacia Williamsburg